# Pečory
Pečory (anche traslitterata come Pechory, in estone: Petseri) è una cittadina della Russia occidentale (oblast' di Pskov), situata 2 km dalla frontiera con l'Estonia e 52 km a ovest del capoluogo di Pskov. È capoluogo del distretto omonimo.

## Storia
Fondata nel 1473, divenne città nel 1776. Appartenne dal 1920 al 1944 all'Estonia, con il nome di Petseri, ritornando successivamente, alla fine della seconda guerra mondiale, alla Russia e riprendendo il vecchio nome.
Dal 1984 al 1986 la città venne amministrata da Nikolaj Chruščёv, nipote del celebre statista russo. La sua gestione del territorio fu talmente disastrosa e corrotta da far scendere in piazza la popolazione, che ne chiese e ottenne il trasferimento.
Dal 1991 l'Estonia indipendente rivendica l'appartenenza della cittadina, per il Trattato di Tartu del 1920, in cui la Russia rinunciava per sempre ad ogni pretesa sui territori estoni. Ad oggi la questione sui confini con il colosso russo non è ancora riconosciuta.

## Società

### Evoluzione demografica
Fonte: mojgorod.ru
- 1897: 1.400
- 1959: 6.900
- 1989: 11.900
- 2002: 13.056
- 2007: 12.500